# I Am Easy to Find
I Am Easy to Find è l'ottavo album in studio del gruppo musicale statunitense The National, pubblicato nel 2019.

## Tracce
1. You Had Your Soul with You – 3:26
2. Quiet Light – 4:15
3. Roman Holiday – 3:34
4. Oblivions – 4:13
5. The Pull of You – 3:58
6. Hey Rosey – 4:14
7. I Am Easy to Find – 4:30
8. Her Father in the Pool – 1:02
9. Where Is Her Head – 4:41
10. Not in Kansas – 6:44
11. So Far So Fast – 6:36
12. Dust Swirls in Strange Light – 3:18
13. Hairpin Turns – 4:27
14. Rylan – 3:43
15. Underwater – 1:21
16. Light Years – 3:33